# Philadelphia International Records
Philadelphia International Records – północnoamerykańska wytwórnia muzyczna specjalizująca się w muzyce soul założona w 1971 roku przez Kennetha Gamble’a i Leona Huffa.